# Eloy Martins
Eloy Martins (Laguna, 1 de Dezembro de 1911 – Porto Alegre, 8 de Outubro de 2005) foi um metalúrgico, militante e dirigente comunista do Partido Comunista do Brasil. Foi vereador de Porto Alegre de 1947 a 1951, na ocasião, eleito pelo Partido Social Progressista, em vista da recente cassação do Partido Comunista. Perseguido pelos governos de Getúlio Vargas e Eurico Gaspar Dutra, foi também perseguido, sequestrado, preso e torturado pela Ditadura Militar, entre os anos 1971 e 1976. Entre as décadas de 1980 e 2000, lança livros de memória sobre o cárcere, a militância e a construção do movimento operário em Porto Alegre, Rio Grande do Sul e Brasil. Morre em 2005, aos 93 anos, na capital gaúcha.
Sua trajetória é de recorrente estudo por parte de historiadores do movimento operário e comunista, visto sua importância como dirigente e figura destacada nos bastidores do PCB, desde o estabelecimento do partido no período Vargas, durante o período democrático e durante a ditadura militar. Eloy Martins é, junto a nomes como Luiz Carlos Prestes, Jacob Gorender, Carlos Marighella, dentre outros, figura destacada da política regional e nacional.

## Biografia

### Primeiros anos
Eloy Martins nasce em Laguna em 1911 e muito jovem migra com a família para Porto Alegre. O impacto que a Revolução Russa teve em Eloy Martins, durante a constituição do estado soviético são imprescindíveis, identificando-se nos comunistas brasileiros e suas organizações. Em 1928, liga-se ao Bloco Operário e Camponês (o BOC). Em seguida, em 1933, filia-se ao Partido Comunista. É um dos responsáveis pela manutenção de diversas entidades de classe de Porto Alegre e do Rio Grande do Sul à época, como a Federação Operária do Rio Grande do Sul (a FORGS). Sendo da primeira geração de comunistas a partir da implementação da CLT, o que implicou em mudanças no movimento, frente ao sindicalismo de estado.

### Período Democrático
Eloy Martins possui trajetória de destaque no movimento operário porto-alegrense, gaúcho e nacional. Sua participação em campanhas como na redemocratização do Brasil em 1945 e pela legalidade do PCB é de suma importância para a cena gaúcha e nacional, ao lado de nomes como Dyonélio Machado.
Elege-se vereador em 1947, pelo Partido Social Progressista, mantendo o cargo até o fim da legislatura, em 1951. Em 1950, em Rio Grande, sua prisão, após greves e protestos, causa forte campanha pela sua liberdade, lançando manifesto, intitulado Manifesto ao Povo Gaúcho, assinado por advogados, profissionais liberais e entidades de classe.

### Ditadura Militar
Dirigente do PCB no final dos anos 1960, Eloy Martins estabelece-se como figura de contrabalanço entre as teses de luta armada e resistência pacífica perante o recrudescimento do regime militar. Perde seus direitos políticos e ganha sentença de prisão já em 1966, junto com outros dirigentes do partido à época, como Luiz Carlos Prestes, Maurício Grabois, Zuleika Alambert, Jacob Gorender. Entre os anos 1971 e 1976 é encarcerado pela Ditadura Militar a partir da Lei de Segurança Nacional, através da Operação Bandeirantes (OBAN), severamente torturado no DOPS de São Paulo e de Porto Alegre. Seu caso ganhou lugar no Segundo Volume da Comissão Nacional da Verdade, publicado em Dezembro de 2014. O Arquivo Público do Estado do Rio Grande do Sul mantém sua documentação armazenada, aberta em fins dos anos 1990, referente ao processo de indenização. No arquivo, encontram-se documentos de sua prisão, datando de
Junho de 1971 a Novembro de 1973, quando foi diversas vezes movido de local, indo de São Paulo a Porto Alegre, onde foi preso na Ilha do Presídio e no Presídio Central de Porto Alegre, além de também permanecer em prisão domiciliar até Dezembro de 1974.

### Últimos anos
Nos últimos anos de vida, após o lançamento de seus livros, foi homenageado diversas vezes por nomes da política gaúcha
Seus escritos pós-abertura integram uma onda de biografias e memórias editadas e publicadas no Brasil, abarcando desde a "Era Vargas" até a Ditadura Militar. Foi também responsável por extensas entrevistas para historiadores, no estabelecimento de arquivos e pesquisas acadêmicas sobre os quase setenta anos de envolvimento político no Brasil.

## Reconhecimento e Legado
Em 28 de março de 1989, Eloy Martins recebe das mãos do então Prefeito Olívio Dutra a Medalha Cidade de Porto Alegre, durante as comemorações da 30ª Semana da Cidade. Em 1996, por iniciativa do Vereador Raul Carrion, Eloy Martins recebe o título honorífico de Cidadão de Porto Alegre. Finalmente, em 2006, após sua morte, Raul Carrion, Carlos Todeschini e Manuela d'Ávila protocolaram projeto de lei para nomear uma rua de Porto Alegre com seu nome. A placa deve, segundo a lei, contar com os dizeres "Metalúrgico, Vereador e Dirigente Comunista".
No Arquivo Público do Estado do Rio Grande do Sul (APERS), um projeto de extensão conta, desde 2013, com a oficina Resistência em Arquivo: Patrimônio, Ditadura e Direitos Humanos, em que utiliza-se documentos da repressão para contar as histórias de vida de militantes políticos durante os anos da Ditadura Militar. Além de nomes como Alcides Kitzmann, Cláudio Gutierrez, Emílio Neme, Ignez Serpa e Nilce Azevedo Cardoso, encontra-se, também, o de Eloy Martins.

## Livros
- Tempo de Cárcere (1981)
- Um depoimento político - 55 Anos de PCB - Memórias de um Metalúrgico (1989)
- Repensando a História - Do Século XX ao XXI (2001)